# Vinrutesläktet
Vinrutesläktet (Ruta) är ett växtsläkte i familjen vinruteväxter med 8–40 arter. Släktet har sitt ursprung i Makaronesien, Medelhavsområdet, sydvästra Asien.
Arter enligt Catalogue of Life och Dyntaxa:
- Ruta angustifolia
- Ruta chalepensis
- Ruta corsica
- vinruta (Ruta graveolens)
- Ruta lamarmorae
- Ruta microcarpa
- Ruta montana
- Ruta oreojasme
- Ruta pinnata